# Omphalolappula concava
Omphalolappula es un género de plantas con flores perteneciente a la familia Boraginaceae. Comes un género monotípico de plantas con flores perteneciente a la familia Boraginaceae. Su única especie, Omphalolappula concava, es originaria de Australia Occidental.

## Descripción
Es una planta herbácea erguida o decumbente, anual, que alcanza un tamaño de 0,05 a 0,5 m de altura. Tiene flores azules que se producen en agosto-septiembre en suelos de arena, arcilla o barro. Pisos salinas, acantilados de piedra caliza.

## Taxonomía
Omphalolappula concava fue descrito por (F.Muell.) Brand y publicado en Das Pflanzenreich 97: 135. 1931.